# Michail Dmitrijevič Levašov
Michail Dmitrijevič Levašov (rusky Михаил Дмитриевич Левашов, 1738—1774) byl ruský námořní důstojník, navigátor, průzkumník Aleutských ostrovů a Aljašky.

## Životopis
Po absolvování petrohradské Akademie námořní stráže sloužil 7 let v ruské Baltské flotile. Účastnil se sedmileté války, především obléhání a dobytí Kolobřehu, kde se spřátelil se svým nadřízeným Pjotrem Kuzmičem Krenicynem.
Po objevu Liščích ostrovů a informacích o dalších ostrovech v Beringově moři s možností zisku vzácných kožešin se rozhodla Kateřina II. Veliká vyzvat admiralitu k uspořádání velké výpravy, která by upevnila ruskou nadvládu nad těmito ostrovy a získala kožešinové bohatství. Velením tajné expedice byl pověřen kapitán Pjotr Krenicyn, který si za svého zástupce a asistenta vybral Michaila Levašova, který byl povýšen do hodnosti poručíka.

### Expedice s Pjotrem Krenicynem
Michail Levašov společně s Krenicynem a skupinou vědců zkoumali nejnovější poznatky o Aleutských ostrovech, přičemž je zaujal především velký ostrov Alachšan, ve skutečnosti se jednalo o Aljašský poloostrov, kde měl být dostatek lesů (Aleutské ostrovy jsou bez lesů) a dostatek zvěře. Ostrov měl být obýván divokými Čugači, jak Aleuti nazývali Eskymáky. Krenicynova expedice měla dále zjistit jak daleko je tento velký ostrov od jiných evropských osad a jak se dá využít k zisku potravin a k přezimování.
Dne 1. července 1764 se Krenicynova výprava vydala po souši z Petrohradu směrem k Tobolsku, kam dorazila 17. září. V tobolsku je přijal guvernér Čičerin, který jim předal další informace o objevech v Beringově moři, zároveň jim doporučil cestovat z Ochotsku na menších plachetnicích s malými zásobami potravin, které se dají obstarat až lovem zvěře na Aleutských ostrovech. Expedice v Tobolsku přezimovala, přičemž se věnovala zimnímu výcviku. Na jaře se vypravila k Tichému oceánu posílena o 9 kadetů a 20 jakutských kozáků. Expedice dorazila do Ochotsku v říjnu 1765, ale lodě určené pro jejich výpravu ještě nebyly dostavěné a tak Pjotr Krenicyn musel jejich dostavbu svým dohledem urychlit.
Pjotru Krenicynovi doporučovali přezimovat v Ochotsku a vyplout až na jaře 1767, ale Krenicyn s Levašovem se rozhodli dohnat zpoždění způsobené dostavbou lodí a se čtyřmi loděmi vypluli již na podzim 10. října 1766 k poloostrovu Kamčatka. Michail Levašov plul na lodi Svatý Pavel s 53 členy posádky, Krenicyn velel lodi Svatá Kateřina. Po několika dnech silná bouře tři lodě poškodila, což je donutilo přezivovat v Bolšeretsku na Kamčatce. Dvě lodě se nakonec podařilo opravit a v srpnu 1767 pokračovali dál do Nižněkamčatska na východním pobřeží Kamčatky. V létě 21. července 1768 lodě vypluly na východ, ale brzy se vzájemně ztratily v husté mlze. Michil Levašov plul ke Komadorským ostrovům, které podrobně zmapoval a byl svědkem situace, kdy ruský lovec Ivan Popov ulovil posledního korouna bezzubého.
S druhou častí expedice vedené Pjotrem Krenicynem se setkal až 22. srpna 1768 u pobřeží Unalašky. Vyměnili si informace o svých objevech, podělili se o zkušenosti a z důvodů nepřátelství ze strany domorodých Aleutů se rozhodli v další cestě pokračovat společně. Celá expedice pak pokračovala k ostrovu Alachšan, kde plánovala přezimovat, ale nepříznivé počasí a silný protivítr je opět rozdělil a Levašova donutil přezimovat na Liščích ostrovech. I přes nepříznivé počasí zmapoval Andrejanovy ostrovy a ostrov Amukta, který je nejzápadnějším ostrovem z Ostrovů čtyř hor. Na Unalašce objevil zátoku, kterou pojmenoval Přístav svatého Pavla, dnešní Dutch Harbor. Pro nedostatek dřeva jeho posádka zimovala ve stanech po vzoru Aleutů, s nimiž Levašov navázal relativně dobré vztahy. Během zimování se v jeho posádce objevily kurděje, kterým podlehli 3 muži.
Na jaře 1769 se posádka Michaila Levašova vydala hledat posádku Pjotra Krenicyna, která přezimovala na Unimaku a během zimy většina podlehla kurdějím. Po setkání s Levašovem se rozhodli vrátit na Kamčatku, přičemž Michaila Levašova na Unalašce ještě zastihla zpráva o jeho povýšení do hodnosti nadporučíka. Na poničených lodích vypluli ke Kamčatce, ale 30. června 1769 se u Umnaku ještě jednou rozdělili, aby se setkali v ústí řeky Kamčatky. Posádka Pjotra Krenicyna k ústí doplula 30. července, Levašova posádka připlula 24. srpna.
Krenicynova expedice se na Kamčatku vrátila v době, kdy byla zpustošená epidemií neštovic, hladomorem a obrovským nedostatkem potravin. Po náročném přezimování vypluli až v červenci 1770 směrem na Ochotsk. Při vyplouvání z Kamčatky se plachetnice Pjotra Krenicyna převrátila, přičemž se Krenicyn utopil a jeho tělo nebylo nikdy nalezeno. Po Krenicynově smrti převzal Michal Levašov velení zbytku výpravy a z Ochotsku se po souši vydal na cestu do Petrohradu. Dne 29. ledna 1771 zemřel v Krasnojarsku navigátor a hlavní kartograf expedice Jakov Šabanov, který nakreslil většinu map, které byly později přisuzovány Krenicynovi a Levašovovi. V únoru 1771 se Levašov se zbytkem expedice dostal Tobolsku, kde je guvernér Čičerin přinutil k několika měsíčnímu odpočinku.
Dne 22. října 1771 se zbytek expedice vrátil do Petrohradu. Uplynulo 7 let a 4 měsíce od zahájení expedice, přičemž z celé expedice přežilo jen šest lidí.
Michail Levašov byl povýšen do kapitánské hodnosti, sestavil první podrobnou mapu Aleutských ostrovů a vrátil se do služby, ale již na začátku roku 1773 odešel do výslužby kvůli velmi špatnému zdravotnímu stavu. Zemřel o rok později, v roce 1774.